# Party 7
Pour plus de détails, voir Fiche technique et Distribution.
Party 7 est un film japonais réalisé par Katsuhito Ishii, sorti en 2000.

## Synopsis
Le lieu : un hôtel assez miteux perdu dans la campagne.
Les personnages : deux hommes, Mister Yellow et Captain Banana, épient avec attention une chambre de leur hôtel depuis une salle secrète aménagée spécialement à cet effet. Dans la chambre, un yakuza qui s'est enfui avec une mallette d'argent, son ex petite amie, l'ami de la fille, un yakuza venu retrouver son argent et un tueur.

## Fiche technique
- Titre : Party 7
- Réalisation : Katsuhito Ishii
- Scénario : Katsuhito Ishii
- Production : Hilo Iizumi, Shunsuke Koga et Kazuto Takida
- Musique : James Shimoji
- Photographie : Hiroshi Machida
- Montage : Yumiko Doi
- Pays de production :  Japon
- Format : couleur - 1,85:1 - Dolby Digital - 35 mm
- Genre : comédie
- Durée : 104 minutes
- Dates de sortie :
  - Allemagne : 27 septembre 2000 (festival du film de Hamburg)
  - Japon : 16 décembre 2000[1]

## Distribution
- Masatoshi Nagase : Shunichirô Miki
- Keisuke Horibe : Shingo Sonoda
- Yoshinori Okada : Todohei Todohira
- Akemi Kobayashi : Kana Mitsukoshi
- Tadanobu Asano : Okita Souji
- Yoshio Harada : Captain Banana
- Tatsuya Gashuin : Wakagashi
- Yoneko Matsukane : l'employée de l'agence de voyage
- Kanji Tsuda : le réceptionniste

## Récompenses
- Prix du meilleur acteur (Yoshio Harada), lors des Kinema Junpo Awards 2001.